# Tygers of Pan Tang
Tygers of Pan Tang är ett brittiskt heavy metal-band, bildat 1978. John Sykes, som senare skulle spela med band som Thin Lizzy och Whitesnake, fanns med i gruppen på de första skivorna, bland annat albumen Spellbound och Crazy Nights. 1983 fick gruppen en stor hit med låten "Rendezvous".

## Medlemmar

### Nuvarande medlemmar
- Robb Weir – gitarr (1978–1982, 1999, 2000– )
- Craig Ellis – trummor (2000– )
- Jacopo Meille – sång (2004– )
- Gavin Gray – basgitarr (2012– )
- Micky Crystal – gitarr (2013– )

### Tidigare medlemmar
Sång
- Jess Cox (1978–1981, 1999)
- John Deverill (1981–1983, 1984, 1985–1987)
- Richie Wicks (2004)
- Tony Liddell (2000–2004)

Gitarr
- John Sykes (1980–1982)
- Fred Purser (1982–1983)
- Neil Shepherd (1984, 1985–1987)
- Steve Lamb (1984, 1985–1987)
- Glen Howes (1999)
- Dean "Deano" Robertson  (2000–2013)

Basgitar
- Richard "Rocky" Laws (1978–1983)
- Clin Irwin (1983–1985)
- Dave Donaldson (1985–1987)
- Gavin Gray (1999)
- Brian West (2000–2012)

Trummor
- Brian Dick (1978–1983, 1985–1987)
- Chris Percy (1999)

### Turnerande medlemmar
- Gavin Gray – basgitarr (1999)
- Chris Percy – trummor (1999)
- Glenn S. Howes – gitarr (1999)
- Mick Procter – gitarr (1999)
- Jess Cox – sång (1999)

## Diskografi
Studioalbum
- 1980 – Wild Cat
- 1981 – Spellbound
- 1982 – Crazy Nights
- 1983 – The Cage
- 1985 – The Wreck-Age
- 1986 – First Kill
- 1987 – Burning in the Shade
- 2001 – Mystical
- 2003 – Noises from the Cathouse
- 2008 – Animal Instinct
- 2009 – Animal Instinct x2
- 2012 – Ambush
- 2016 – Tygers of Pan Tang
- 2019 – Ritual

Livealbum
- 1981 – BBC in Concert
- 2001 – Live at Wacken '99
- 2001 – Live at Nottingham Rock City '81
- 2003 – Live in the Roar
- 2005 – Leg of the Boot: Live in Holland
- 2018 – Hellbound. Spellbound Live 1981

Samlingsalbum
- 1982 – Tygers of Pan Tang
- 1984 – The Best of Tygers of Pan Tang
- 1986 – First Kill
- 1989 – Hellbound
- 1992 – Singles
- 1999 – On the Prowl: The Best of
- 2002 – Cybernation (The Demos)
- 2005 – Detonated
- 2005 – Big Game Hunting (The Rarities)
- 2005 – Bad Bad Kitty
- 2011 – Tygers of Pan Tang – The Greatest Years 1979-1983 (4CD Box)
- 2015 – Tygers Sessions: The First Wave
- 2017 – The MCA Years (5CD Box)